# Bankmakelaar
Een bankmakelaar is een ondernemer die als tussenpersoon financiële producten van financiële instellingen aanbiedt. Het grote verschil met een bankagent is dat de bankmakelaar niet exclusief aan één financiële instelling is gebonden.